# Malthe Jakobsen
Malthe Jakobsen, né le 29 octobre 2003 à Sennels au Danemark, est un pilote automobile danois qui participe à des épreuves d'endurance au volant de voitures de sport-prototypes dans des championnats tels que le WeatherTech SportsCar Championship, l'European Le Mans Series et l'Asian Le Mans Series.

## Carrière
En 2020, après avoir gagné le championnat de Formule 4 au Danemark en 2019 et essayé la Ligier JS P3 de l'écurie britannique RLR Msport à Donington Park, Malthe Jakobsen s'engage avec cette même écurie dans le championnat European Le Mans Series au volant d'une Ligier JS P320 dans la catégorie LMP3,. A l'issue de la saison européenne, Malthe Jakobsen poursuit la compétition dans le championnat Asian Le Mans Series avec l'écurie britannique RLR Msport.

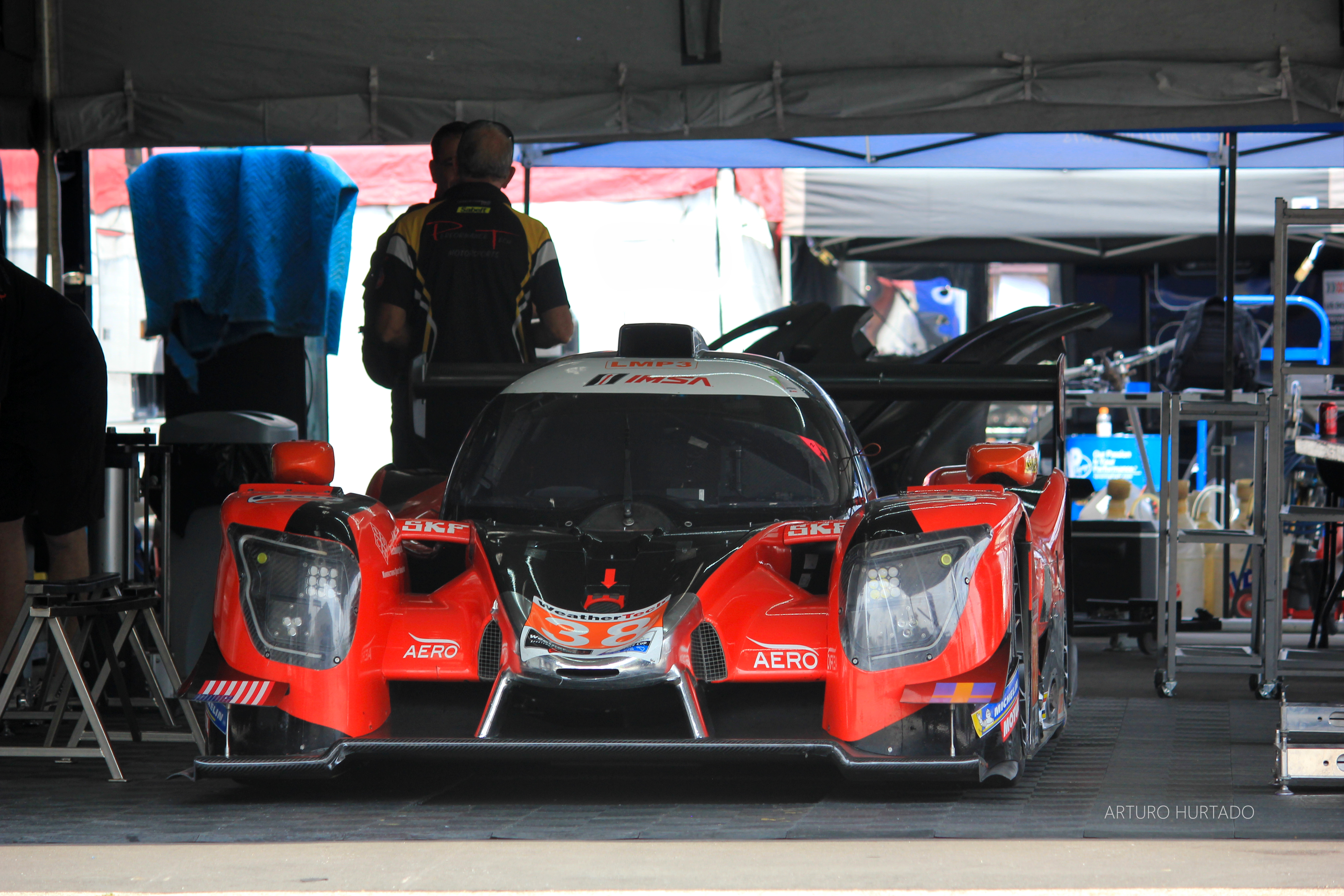
La Ligier JS P320 de l'écurie Performance Tech Motorsports

En 2021, fort de l’expérience acquise durant la saison précédente et des performances montrées à son écurie, Malthe Jakobsen poursuit son engagement avec l'écurie britannique RLR Msport afin de participer au championnat European Le Mans Series, toujours au volant d'une Ligier JS P320 dans la catégorie LMP3. La saison commence par une 2e place lors des 4 Heures de Barcelone mais une multitude d'accidents durant la saison dont des sorties de piste causées par d'autres voitures ont fait que l'équipage n'a pu rejoindre l'arrivée en trois occasions. En fin de saison, Malthe Jakobsen a l'occasion de participer à sa première course dans le championnat américain WeatherTech SportsCar Championship où il rejoint l'écurie américaine Performance Tech Motorsports afin de participer au Petit Le Mans dans la catégorie LMP3.

## Palmarès

### Résultats en monoplace
| Saison | Championnat                                | Écurie     | Courses | Victoires | Pole positions | Meilleurs tours | Podiums | Points | Classement |
| ------ | ------------------------------------------ | ---------- | ------- | --------- | -------------- | --------------- | ------- | ------ | ---------- |
| 2018   | Championnat du Danemark de Formule 4       | FSP Racing | 24      | 0         | 1              | 0               | 6       | 238    | 6e         |
| 2018   | Championnat d'Asie du Sud-Est de Formule 4 | Meritus.GP | 6       | 1         | 0              | 0               | 2       | 70     | 8e         |
| 2019   | Championnat du Danemark de Formule 4       | FSP Racing | 21      | 11        | 6              | 6               | 18      | 428    | Champion   |
| 2019   | Championnat d'Asie du Sud-Est de Formule 4 | Meritus.GP | 12      | 0         | 0              | 0               | 3       | 89     | 12e        |

### Résultats aux 24 Heures du Mans
| Année | Équipe      | Équipiers                         | Voiture         | Classe      | Tours | Pos. | Class Pos. |
| ----- | ----------- | --------------------------------- | --------------- | ----------- | ----- | ---- | ---------- |
| 2023  | Cool Racing | Alexandre Coigny Nicolas Lapierre | Oreca 07-Gibson | LMP2 Pro-Am | 317   | 23e  | 2e         |
| 2024  | Cool Racing | Lorenzo Fluxá Ritomo Miyata       | Oreca 07-Gibson | LMP2        | 289   | 26e  | 12e        |

### Résultats enWeatherTech SportsCar Championship
| Année | Écurie                       | Châssis        | Moteur                     | Classe | 1     | 2     | 3   | 4     | 5   | 6     | 7     | Position | Points |
| ----- | ---------------------------- | -------------- | -------------------------- | ------ | ----- | ----- | --- | ----- | --- | ----- | ----- | -------- | ------ |
| 2021  | Performance Tech Motorsports | Ligier JS P320 | Nissan VK56 5,6 l V8 Atmo  | LMP3   | DAY   | SEB   | MOH | WGL   | WGL | ELK   | ATL 9 | 32e      | 252    |
| 2022  | Sean Creech Motorsport       | Ligier JS P320 | Nissan VK56 5,6 l V8 Atmo  | LMP3   | DAY 2 | SEB 1 | MOH | WGL 5 | MOS | ELK 9 | ATL 3 | 8e       | 1241   |
| 2024  | Crowdstrike Racing by APR    | Oreca 07       | Gibson GK428 4,2 l V8 Atmo | LMP3   | DAY 2 | SEB   | WGL | MOS   | ELK | IMS   | ATL   | 31e      | 612    |

### Résultats enEuropean Le Mans Series
| Année | Écurie      | Châssis        | Moteur                     | Classe      | 1     | 2        | 3        | 4     | 5        | 6        | Position | Points |
| ----- | ----------- | -------------- | -------------------------- | ----------- | ----- | -------- | -------- | ----- | -------- | -------- | -------- | ------ |
| 2020  | RLR Msport  | Ligier JS P320 | Nissan VK56 5,6 l V8 Atmo  | LMP3        | LEC 3 | SPA 7    | LEC 4    | MON 9 | POR Abd. |          | 10e      | 35     |
| 2021  | RLR Msport  | Ligier JS P320 | Nissan VK56 5,6 l V8 Atmo  | LMP3        | BAR 2 | RBR Abd. | LEC 4    | MON 9 | SPA Abd. | POR Abd. | 9e       | 32     |
| 2022  | Cool Racing | Ligier JS P320 | Nissan VK56 5,6 l V8 Atmo  | LMP3        | LEC 1 | IMO 3    | MON Abd. | BAR 3 | SPA Abd. | POR 1    | 1er      | 86     |
| 2023  | Cool Racing | Oreca 07       | Gibson GK428 4,2 l V8 Atmo | LMP2 Pro-Am | BAR 3 | LEC 2    | ARA Abd. | SPA 1 | POR 1    | ALG 2    | 2e       | 101    |
| 2024  | Cool Racing | Oreca 07       | Gibson GK428 4,2 l V8 Atmo | LMP2        | BAR 1 | LEC Abd. | IMO Abd. | SPA 5 | MUG 9    | ALG 1    | 3e       | 62     |

### Résultats enAsian Le Mans Series
| Année     | Ecurie                    | Châssis        | Moteur                     | Classe | 1     | 2     | 3     | 4        | 5     | 6     | Position | Points |
| --------- | ------------------------- | -------------- | -------------------------- | ------ | ----- | ----- | ----- | -------- | ----- | ----- | -------- | ------ |
| 2021      | RLR Msport                | Ligier JS P320 | Nissan VK56 5,6 l V8 Atmo  | LMP3   | DUB 6 | DUB 7 | ABU 4 | ABU Abd. |       |       | 7e       | 27     |
| 2023      | Cool Racing               | Oreca 07       | Gibson GK428 4,2 l V8 Atmo | LMP2   | DUB 8 | DUB 5 | ABU 1 | ABU 3    |       |       | 2e       | 54     |
| 2023-2024 | Crowdstrike Racing by APR | Oreca 07       | Gibson GK428 4,2 l V8 Atmo | LMP2   | SEP 6 | SEP 1 | DUB 3 | ABU 1    | ABU 5 |       | 1er      | 83     |
| 2024-2025 | Algarve Pro Racing        | Oreca 07       | Gibson GK428 4,2 l V8 Atmo | LMP2   | SEP 4 | SEP 1 | DUB 1 | DUB 5    | ABU 1 | ABU 4 | 1er      | 109    |

### Résultats enMichelin Le Mans Cup
| Année | Ecurie      | Châssis        | Moteur                    | Classe | 1        | 2     | 3      | 4        | 5      | 6     | 7     | Position | Points |
| ----- | ----------- | -------------- | ------------------------- | ------ | -------- | ----- | ------ | -------- | ------ | ----- | ----- | -------- | ------ |
| 2020  | RLR Msport  | Ligier JS P320 | Nissan VK56 5,6 l V8 Atmo | LMP3   | LEC      | SPA   | LEC    | LMS 7    | LMS 6  | MNZ   | ALG   | NC       | 0†     |
| 2021  | RLR Msport  | Ligier JS P320 | Nissan VK56 5,6 l V8 Atmo | LMP3   | BAR      | LEC   | MNZ    | LMS Abd. | LMS 3  | SPA   | ALG   | NC       | 0†     |
| 2022  | Cool Racing | Ligier JS P320 | Nissan VK56 5,6 l V8 Atmo | LMP2   | LEC Abd. | IMO 1 | LMS 27 | LMS 5    | MNZ 16 | SPA 5 | ALG 4 | 4e       | 53     |

- † Pilote invité, inéligible aux points.